# Кенген
Кенген (њем. Köngen) општина је у њемачкој савезној држави Баден-Виртемберг. Једно је од 44 општинска средишта округа Еслинген. Према процјени из 2010. у општини је живјело 9.641 становника. Посједује регионалну шифру (AGS) 8116035.

## Географски и демографски подаци
Кенген се налази у савезној држави Баден-Виртемберг у округу Еслинген. Општина се налази на надморској висини од 281 метра. Површина општине износи 12,5 km². У самом мјесту је, према процјени из 2010. године, живјело 9.641 становника. Просјечна густина становништва износи 770 становника/km².

## Међународна сарадња
| Мјесто | Држава | Врста сарадње | Од    |
| ------ | ------ | ------------- | ----- |
|        | Чешка  | контакт       | 1995. |
| Извор  |        |               |       |